# Deodoro Military Club
Le Deodoro Military Club est un site qui abrite la plus grande caserne du Brésil et la plus grande concentration militaire de l´Amérique latine avec 60 000 hommes[réf. nécessaire]. 

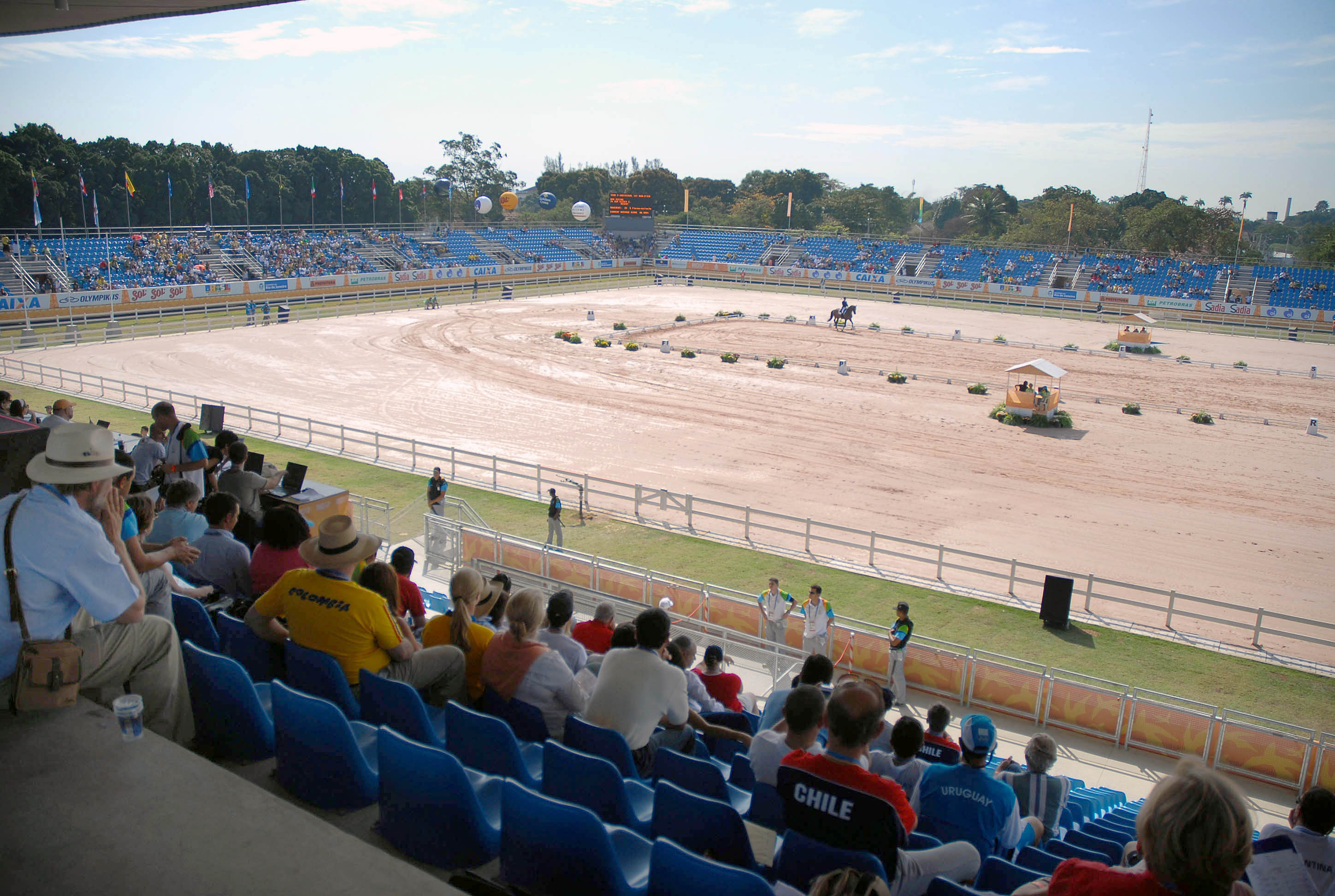

Se trouvant à l'ouest de Rio de Janeiro, il a déjà accueilli les Jeux Panaméricains de Rio 2007.

## Jeux olympiques de 2016
Ce site a été choisi pour accueillir sept disciplines durant les Jeux olympiques de 2016 (sports équestres, cyclisme (VTT et BMX), pentathlon moderne, tir sportif, canoë-kayak (slalom), hockey et escrime), et trois paralympiques (tir sportif, sports équestres et escrime en fauteuil roulant).